# オカピ野生生物保護区
オカピ野生生物保護区は、コンゴ民主共和国北東部のスーダンやウガンダとの国境に近いイトゥリの森にある野生生物保護区（IUCNの分類では国立公園）。約14000km2に及ぶ保護区は、イトゥリの森の約5分の1に及んでいる。1996年にユネスコの世界遺産に登録された。登録当時の英語名称は "Okapi Faunal Reserve" であったが、後に現在の "Okapi Wildlife Reserve" に変更された（国連環境計画のリストでは "Okapi Faunal Reserve" のまま）。

## 特色

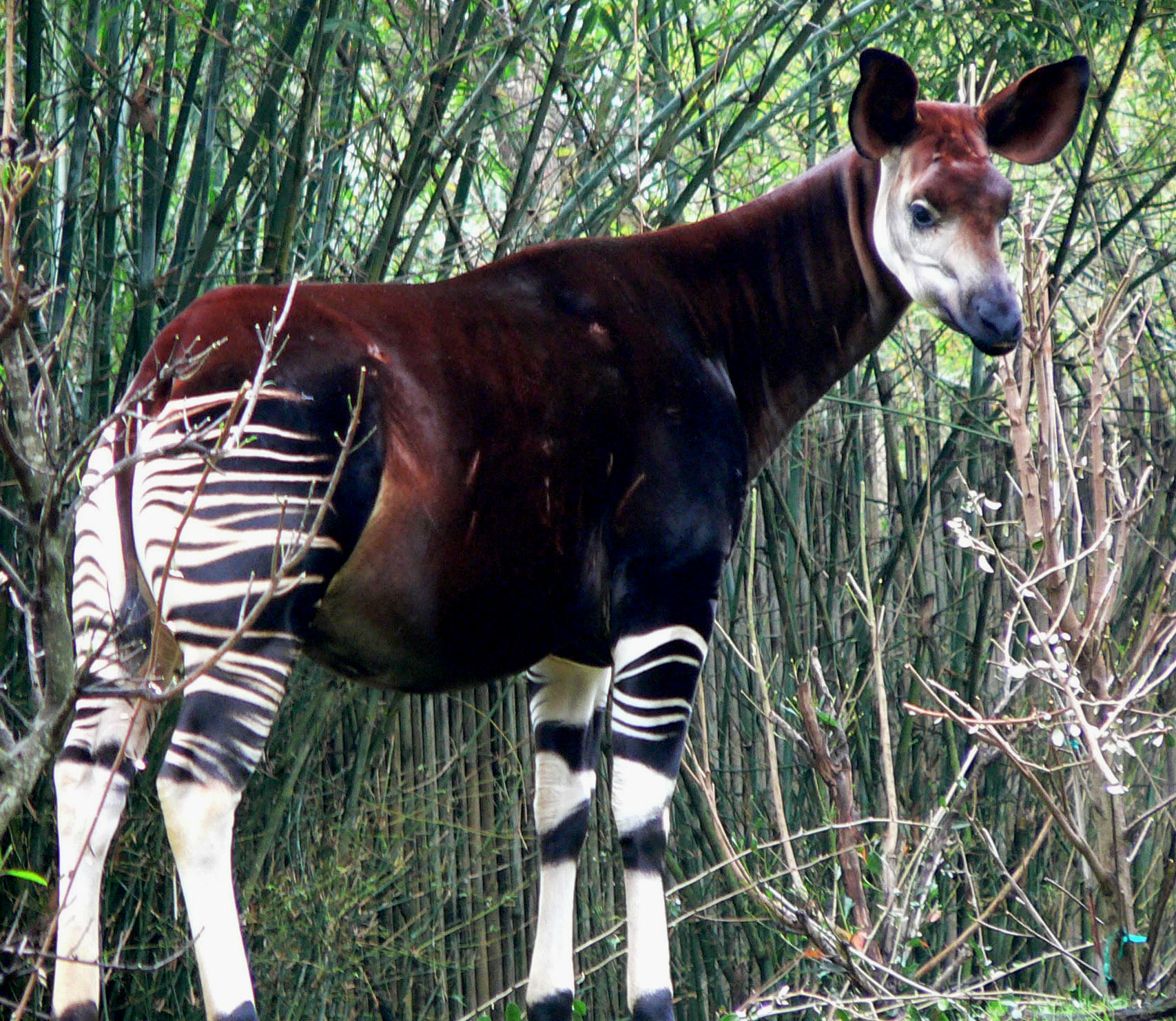
オカピ

その名称に表れているように、この保護区は20世紀に発見された世界三大珍獣のひとつであるオカピの生息域になっている。1996年の時点では、3900頭から6350頭が生息していると見積もられていた（現在地球上に生息しているオカピの全頭数は1万頭から2万頭と推測されている）。
また保護区内のエプル川沿いには、エプル保護調査センター（the Epulu Conservation and Research Center）がある。この機関は、アメリカの人類学者パトリック・パットナムがキャンプを設置した1928年にまで遡る。パットナムのキャンプは、野生のオカピを捕獲し、欧米の動物園に送ることを目的としたものであった。その機能は現在も残っているが、手法は随分と異なっている。オカピは捕らえられると施設の中で繁殖が試みられる。動物園に送られるのは、そうして生まれてきた子のみであり、そうした方が子にとっても生存の可能性が高まるのである。そうはいっても、実際に送り出される子の数自体が、種の存続を確証するための必要最小限なものだけであるので、非常に稀少である。センターは、重要な調査や保全事業なども多く手がけている。
保護区内には、ピグミーのムブティ人（Mbuti）、エフェ人や土着のバントゥー系の住民たちが住んでいる。一帯の森林の樹種はギルベルティオデンドロン・デウェウレイ（ムバウ）が多いが、固有種のソテツ類のEncephalartos ituriensisも見られる。

## 動物相
この野生生物保護区には、オカピ以外にも多くの稀少な動物や絶滅危惧種が生息している。 マルミミゾウ（African forest elephant）、チンパンジーなどの13種の真猿類（Simian）、アフリカゴールデンキャット、ミズジェネット、ジャイアントジェネット、6種のダイカーおよびボンゴ、ベーツアンテロープ、ミズマメジカ、アフリカアカスイギュウ、モリイノシシを含む14種の森林有蹄類などもその例である。哺乳類以外に、コンゴクジャクなどの鳥類も実に300種以上が生息している。

## 世界遺産

### 登録基準
この世界遺産は世界遺産登録基準のうち、以下の条件を満たし、登録された（以下の基準は世界遺産センター公表の登録基準からの翻訳、引用である）。
- (10) 生物多様性の本来的保全にとって、もっとも重要かつ意義深い自然生息地を含んでいるもの。これには科学上または保全上の観点から、すぐれて普遍的価値を持つ絶滅の恐れのある種の生息地などが含まれる。

### 危機遺産登録
この保護区は、1997年に「危機遺産リスト」に加えられた。主たる理由は、焼畑農業などによる森林破壊、密猟、金の採掘などである。2005年には、コンゴ民主共和国東部の戦闘が保護区内にも及び、スタッフが撤退した。元々この地に住んでいたムブティ人やバントゥー系住民は森に敬意を抱いていたが、難民たちにはそうした感情はない。コンゴ民主共和国には、国内の政治・経済事情から、保護政策に財源を充てる余裕がないことも、問題となっている。
保護区内ではエコツーリズムを発展させようとする動きが持ち上がっている。これは、それによって経済的な収入を確保しつつ、地域住民の意識の向上も見込めるからである。
この他、密猟対策には軍も乗り出し、保護区内での鉱石採掘についても取りやめになるなど様々な対策が講じられている。